# Tabanus griseipalpis
Tabanus griseipalpis är en tvåvingeart som beskrevs av Schuurmans Stekhoven 1926. Tabanus griseipalpis ingår i släktet Tabanus och familjen bromsar. Inga underarter finns listade i Catalogue of Life.